# Faas Wijn
Pour les articles homonymes, voir Wijn.
 (octobre 2018).
Si vous disposez d'ouvrages ou d'articles de référence ou si vous connaissez des sites web de qualité traitant du thème abordé ici, merci de compléter l'article en donnant les références utiles à sa vérifiabilité et en les liant à la section « Notes et références ».
Faas Wijn, né le 15 mai 1999 à Amsterdam, est un acteur néerlandais.

## Filmographie
- 2010 : Heen en Weer Dag : Linus
- 2012 : Tony 10 (nl) de Mischa Kamp : Tony Wagemans[2]
- 2012 : De groeten van Mike! de Maria Peters : Vincent[3]
- 2012 : Sweet Love : Hoofdagent
- 2013 : Spijt! : Tony
- 2014 : Kroost : Kevin
- 2014 : De vloer op jr. (nl) : Zichzelf
- 2014 : Oorlogsgeheimen (nl) : Sjeng
- 2015 : Big Hero 6 : Hiro
- 2016 : Heer & Meester (nl) : Ronnie
- 2017 : SpangaS : Simon